# Coccomyces spegazzinii
Coccomyces spegazzinii är en svampart som beskrevs av Sacc. 1889. Coccomyces spegazzinii ingår i släktet Coccomyces och familjen Rhytismataceae.   Inga underarter finns listade i Catalogue of Life.